# Neocompsa pysma
Neocompsa pysma là một loài bọ cánh cứng trong họ Cerambycidae.